# Mosteiros (Kap Verde)

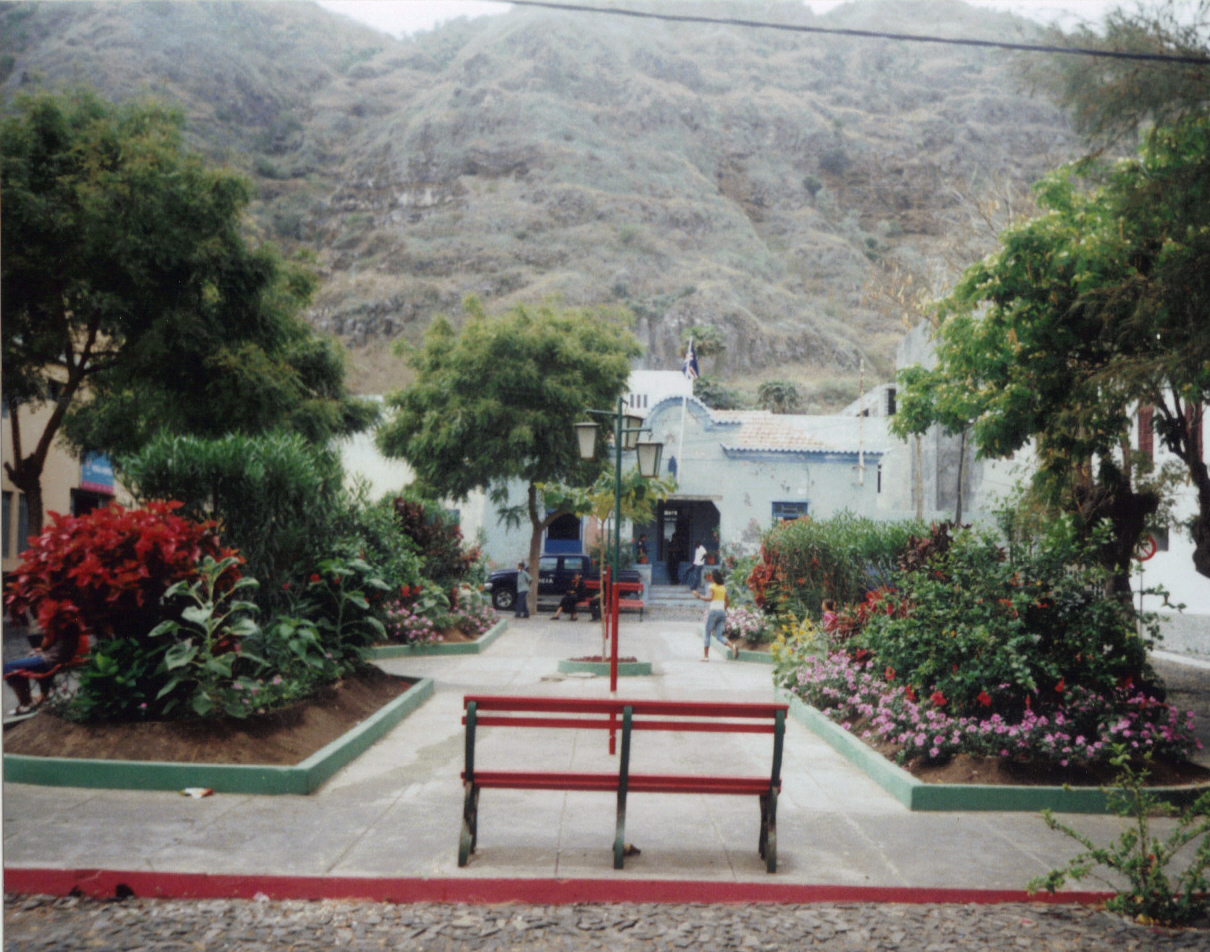
Praça do Entroncamento

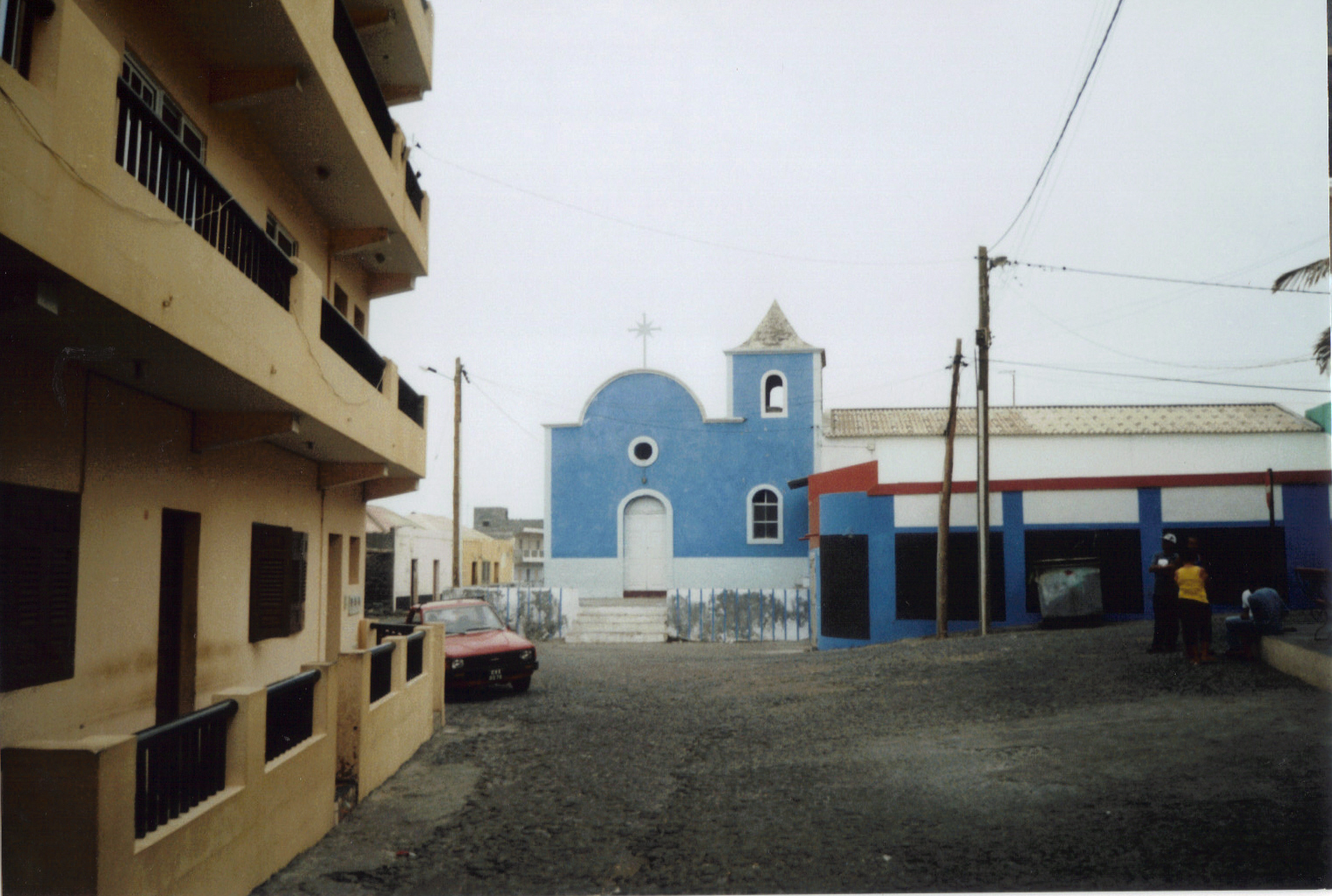
Kirche in Mosteiros

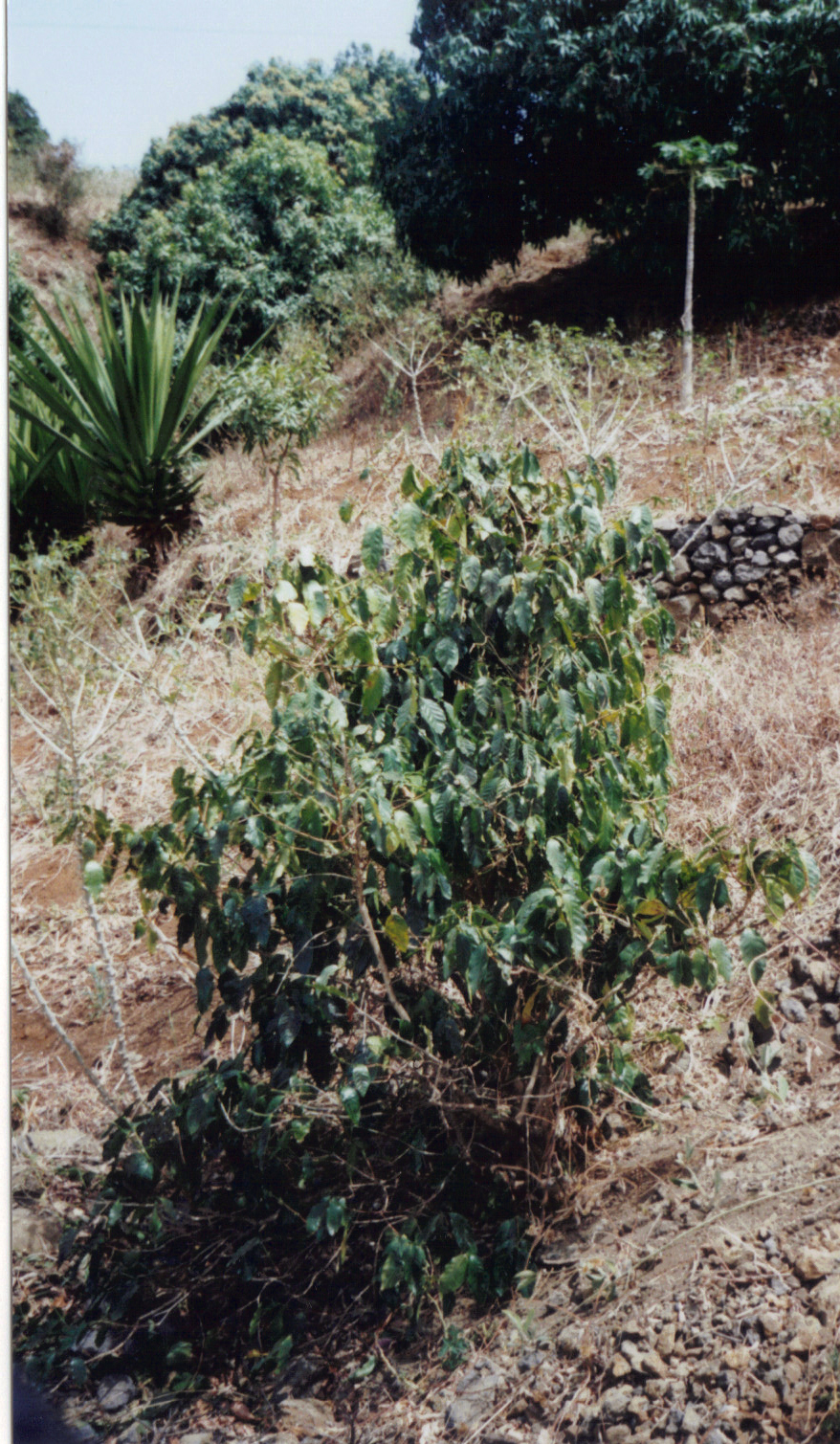
Kaffeepflanze in der Nähe von Mosteiros

Mosteiros ist die zweitgrößte Stadt auf der kapverdischen Insel Fogo. Sie liegt im Nordosten der Insel und wird auf Kreolisch Musteru genannt. Der Ort hat ungefähr 3000 Einwohner.

## Verkehrsverbindungen und Infrastruktur
Mosteiros ist über eine gute Straße mit São Filipe, der im Südwesten gelegenen Hauptstadt der Insel Fogo, verbunden. Mehrmals am Tage (außer an Sonn- und Feiertagen) ist die Stadt mit den für die Kapverden typischen Aluguer-Bussen zu erreichen. Mosteiros verfügte ebenfalls über einen kleinen Flugplatz, der jedoch zugunsten des Flughafens der Inselhauptstadt stillgelegt wurde. In Vila de Mosteiros, dem Mittelpunkt der Samtgemeinde, befinden sich verschiedene Schulen, mehrere kleine Geschäfte, einige einfache Gaststätten sowie Gästehauser (pensão).

## Wirtschaft
Die Schließung des Flugplatzes war ein Rückschlag für die Wirtschaft und die Entwicklung der Stadt. Die Analphabetenquote ist mit 31 % eine der höchsten des ganzen Landes. Der wichtigste Wirtschaftsfaktor ist die Landwirtschaft, in der 96 % der erwerbstätigen Bevölkerung beschäftigt sind. In der Nähe der Stadt befinden sich einige Plantagen, auf denen in einem Bereich von 300 bis 1000 m. ü. d. M. Kaffee angebaut und als Café do Fogo vermarktet wird. Der Kaffeeanbau auf den Kapverden begann bereits 1790, erfolgt heute jedoch nur noch auf der Insel Fogo in nennenswertem Umfang. Der Ertrag auf Fogo betrug im Jahre 2006 35 t, im Jahr 2007 45 t und 2008 nach einer Dürre 21 t. Im 19. Jahrhundert wurde auf Fogo auch die Purgiernuss in großem Umfang angebaut, aus deren Samen man ein Maschinenöl gewann. Überall auf Fogo sieht man noch die inzwischen verwilderten Sträucher. Neuerdings hat die Pflanze als möglicher Produzent von Biodiesel wieder das Interesse der Wissenschaft auf sich gelenkt.

## Sehenswürdigkeiten
- Mittelpunkt der Stadt ist der kleine Platz Praça do Entroncamento mit seinen gepflegten Grünanlagen, um den herum sich die meisten Geschäfte sowie das Postamt und die Polizeistation befinden.
- Sehenswert ist ebenfalls die Kirche Nossa Senhora de Ajuda.

## Umgebung

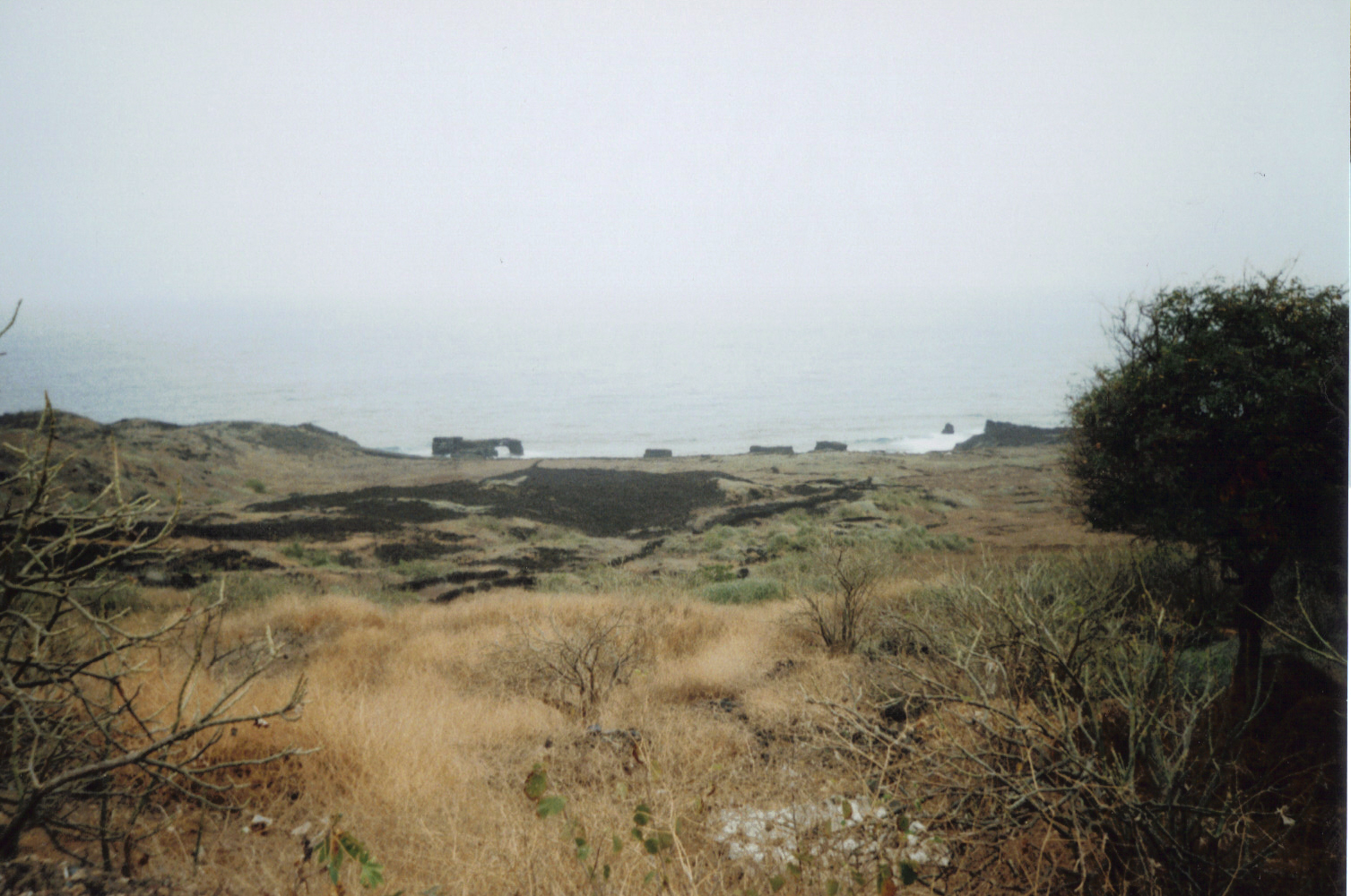
Blick zum Strand Praia Casa im Osten der Insel

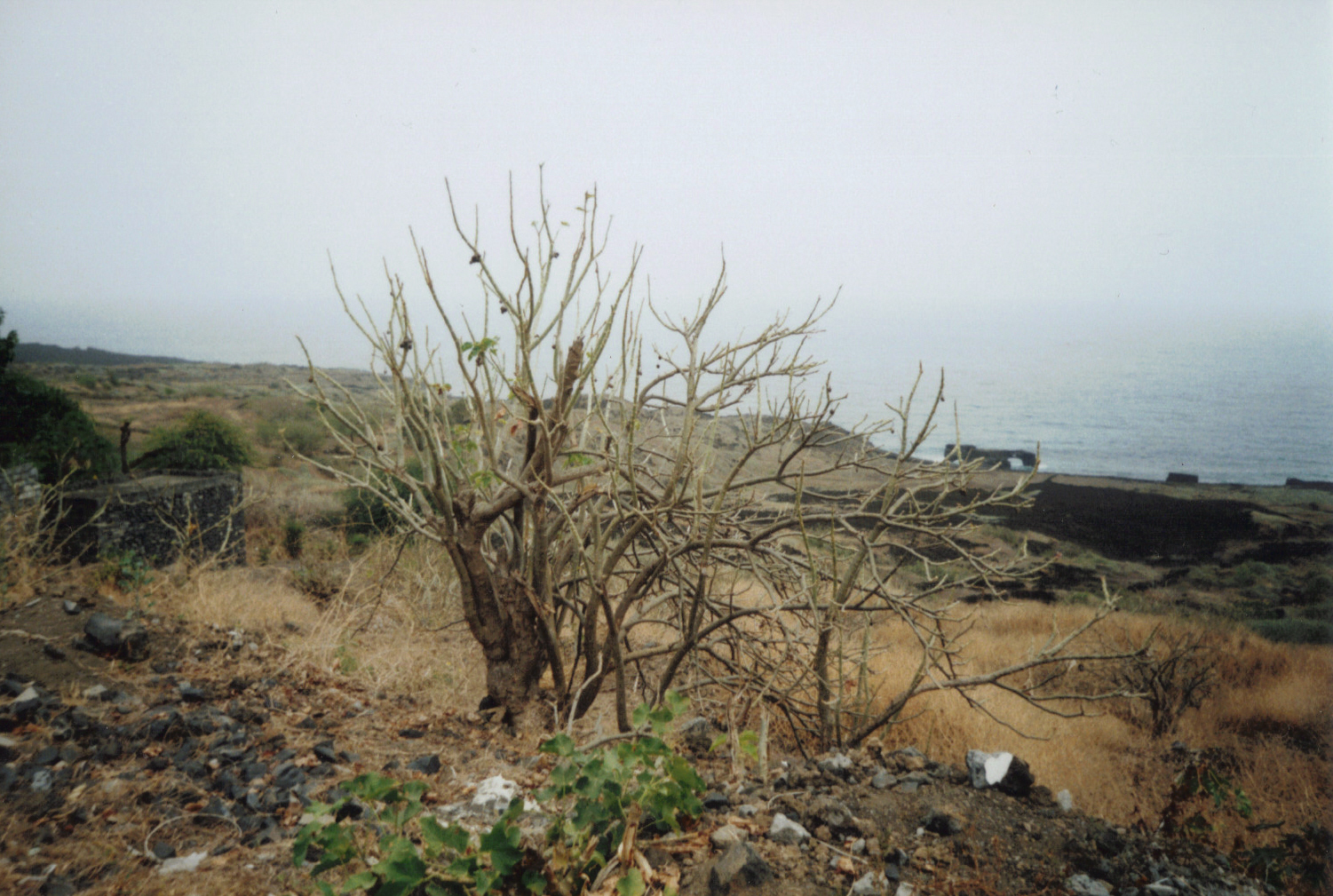
Purgiernussstrauch nahe der Praia Casa

- Nicht weit von Mosteiros entfernt befindet sich einer der wenigen Wälder der Kapverden, Floresta de Monte Velha. Die Landschaft ist geprägt durch die Lavaströme, die der Vulkan Pico do Fogo 1951 ausstieß.
- Unweit südwestlich der Stadt ist die Hauptsehenswürdigkeit der gesamten Insel Fogo zu sehen, der Vulkan Pico do Fogo, der 2014 letztmals ausbrach. Er ist mit einer Höhe von 2829 m der höchste Berg der Kapverden. An seinem Fuß entstand nach dem Ausbruch 1995 die besuchenswerte Ortschaft Chã das Caldeiras, in deren Umgebung auf einer Fläche von über 200 ha Wein angebaut wird. Über 100 Weinbauern sind in einer Kooperative zusammengeschlossen, die den Wein erfolgreich vermarktet[4]. Viele Gebäude in Chã das Caldeiras sind aus schwarzem Lavagestein errichtet, sogar die Hauptstraße ist mit Lavablöcken gepflastert.
- Südlich von Mosteiros erstreckt sich in der Nähe des Dorfes Cova Matinho einer der wenigen Strände der Insel, die Praia Casa mit bizarren Felsformationen.